# Хомдејл (Ајдахо)
Хомдејл (енгл. Homedale) град је у америчкој савезној држави Ајдахо.

## Демографија
По попису из 2010. године број становника је 2.633, што је 105 (4,2%) становника више него 2000. године.
| Група             | 2000.         | 2010.         |
| Белци             | 1.441 (57,0%) | 1.400 (53,2%) |
| Афроамериканци    | 5 (0,2%)      | 5 (0,2%)      |
| Азијати           | 18 (0,7%)     | 27 (1,0%)     |
| Хиспаноамериканци | 992 (39,2%)   | 1.133 (43,0%) |
| Укупно            | 2.528         | 2.633         |